# بورت كولبورن (أونتاريو)
بورت كولبورن، أونتاريو (بالإنجليزية: Port Colborne)‏ هي مدينة كندية تقع في مقاطعة أونتاريو. تبلغ مساحة هذه المدينة 121.9683 (كم²)، ويبلغ عدد سكانها 18599 نسمة حسب إحصاء سنة 2006 م، بينما كان يسكنها 18450 نسمة في سنة 2001 م. تحتل هذه المدينة المرتبة رقم 205 بين مدن كندا حسب عدد السكان والمرتبة رقم 80 في المقاطعة. نما عدد السكان في هذه المدينة بنسبة (0.8) بين العامين المذكورين.

## أعلام
- جورج شيبرد
- ويلفريد وايت
- تشارلز فوستر
- مات كرافن
- ألكسيس ديفيس
- تيد كينيدي

## وصلات خارجية
- الأطلس الحكومي لكندا
- إحصاءات كندا مع ساعة تعداد السكان